# Acrocercops stalagmitis
Acrocercops stalagmitis là một loài bướm đêm thuộc họ Gracillariidae. Nó được tìm thấy ở Guyana.